# Dementia (film 1955)
Dementia, anche conosciuto con il titolo Daughter of Horror, è un film diretto da John Parker, che incorpora elementi dei film horror, dei film noir e dei film espressionisti. Prodotto nel 1953, il film non uscì nei cinema prima del 1955.

## Trama
Una ragazza, svegliatasi dopo un terribile incubo nella stanza di un hotel, si arma di un coltello a serramanico e si incammina per le strade della città. Avrà modo di incontrare orribili personaggi come ubriaconi, poliziotti e molestatori e più il tempo passa, più la sua mente precipita nella follia.
Dopo aver passato alcune ore in un jazz club, la giovane si risveglia nella sua stanza d'hotel convinta di aver solamente fatto uno strano sogno.

## Produzione
Dementia venne girato in uno studio di Hollywood e a Venice, California. La produzione terminò nel 1953.
Il film è completamente privo di dialoghi e sono udibili in esso solo la musica e alcuni effetti sonori, come ad esempio quelli di porte che sbattono. La colonna sonora venne realizzata da George Antheil. Il musicista jazz Shorty Rogers può essere visto ed ascoltato nella scena del night club.
John Parker, che fu produttore, sceneggiatore e regista del film, è accreditato unicamente come produttore. Anni dopo, l'attore e produttore associato Bruno VeSota dichiarò di aver co-scritto e co-diretto il film con Parker.

## Distribuzione
Negli Stati Uniti la prima del film ebbe luogo nel 1955 a New York City con una versione di 56 minuti tagliata delle scene più impressionanti. Questa versione venne ripresa da Jack H. Harris ed editata con il titolo Daughter of Horror. Anche nella versione di Harris è presente la musica senza dialoghi, ma è stata aggiunta la voce narrante dell'attore Ed McMahon.
Nel Regno Unito, il British Board of Film Classification impedì l'uscita del film Dementia (nella versione Daughter of Horror) nelle sale nel 1957. Solo nel 1970 il film venne trasmesso senza censure.

## Riferimenti nei media
- Il film Dementia è famoso perché appare, con il titolo Daughter of Horror, nella pellicola di fantascienza d'invasione aliena Fluido mortale (The Blob); viene infatti proiettato nel cinema dove si insinua il blob.